# Calle Compañía (Santiago de Chile)
La calle Compañía es una calle que atraviesa el centro de la ciudad de Santiago, Chile. Su tránsito va en dirección de poniente a oriente, y se extiende desde el parque Quinta Normal, hasta la Plaza de Armas, donde continúa como calle Merced.
Originalmente llamada «Calle de La Compañía», recibió su nombre del templo de la Compañía de Jesús ubicado en la calle, que fue destruido por el incendio del 8 de diciembre de 1863.
Entre sus hitos están el Hospital San Juan de Dios, el Museo de la Educación Gabriela Mistral, la Plaza Brasil, el Palacio La Alhambra, el edificio del ex Congreso Nacional, el Palacio de los Tribunales de Justicia y el Museo Chileno de Arte Precolombino.